# Ioan Giurgiu Patachi

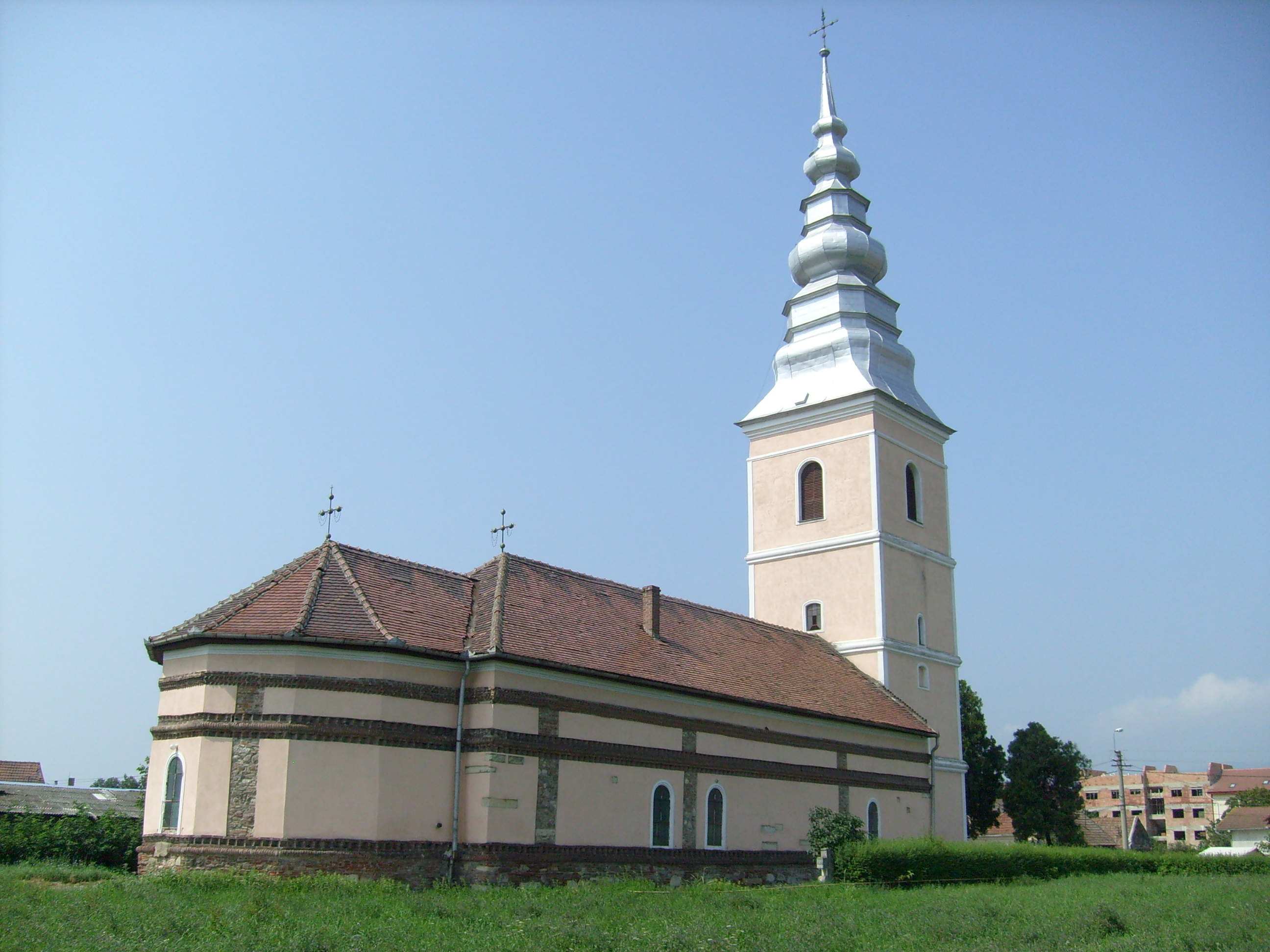
Biserica română unită din Alba Iulia-Maieri (1713)

Ioan Constantin Giurgiu Patachi (n. 1680, Strâmbu, Cluj – d. 29 octombrie 1727, Sâmbăta de Jos, lângă Făgăraș) a fost între 1713 și 1727 episcop român unit al Episcopiei de Făgăraș.

## Originea și studiile
Ioan Giurgiu era originar din satul Strâmbu, de la a cărui denumire maghiară (Horgos Patak) i-a fost derivat numele nobiliar Patachi, cuvântul patak înseamnând pârâu. Astfel că numele de Pataki s-ar traduce prin Părăian sau Părăuan.
Părinții săi erau mici nobili români, iar el a fost educat de un unchi al său, care era provizor (administrator) la un grof (conte). Acest unchi al său l-a trimis mai departe, la studii, la școlile deținute de călugării iezuiți. A fost unul dintre primii beneficiari români ai burselor catolice de studiu. A urmat mai întâi cursurile colegiilor iezuite din Cluj, Györ și Viena. Între 1703-1705 a fost alumn la Colegiul Pazmanian din Viena, unde a reușit performanța de a fi evidențiat ca cel mai bun din cei 300 de studenți. Acest fapt l-a determinat pe rectorul iezuit al colegiului vienez să-l recomande pentru Collegium Germanicum et Hungaricum, de la Roma, ceea ce a dus la înscrierea lui Ioan Giurgiu în academiile pontificale romane. Studiile sale la Roma (1705-1710) fiind încununate cu un doctorat în teologie, cinci ani mai târziu. A fost admis mai apoi în Ordinul iezuiților, fiind totodată hirotonit preot la Roma, în ritul latin.
În data de 28 decembrie 1713 i-a scris arhiepiscopului de Strigoniu din reședința sa parohială unde era preot romano-catolic la Făgăraș: „sunt dispus să-mi dau zi și noapte sângele și sudoarea pentru salvarea iubitei mele națiuni valahe în oricare rit, în orice mod și cu acea prea umilă ascultare”.

## Alegerea în funcția de episcop
La două luni de la moartea episcopului Atanasie Anghel, survenită în 1713, Sinodul  Bisericii Române Unite l-a fost ales ca succesor al acestuia pe unul din foștii săi secretari, teologul Venceslav Frantz, originar din Boemia. Alegerea acestuia, încă nehirotonit la acea dată, a survenit după ce călugărul iezuit de pe lângă episcopul Atanasie Anghel, preotul Francisc Szunyogh, a refuzat să accepte funcția episcopală, știind că autoritățile de la Viena doresc alegerea unui preot român, în persoana lui Ioan Giurgiu. Majoritatea clerului român din Transilvania dorea alegerea unei persoane favorabile și familiarizate cu ritul și obiceiurilor răsăritene, Ioan Giurgiu nefiind printre favoriți, deoarece era paroh romano-catolic la Făgăraș. Autoritățile de la Viena aveau unele rezerve față de foștii apropiați ai episcopului Atanasie Anghel, astfel că au preferat varianta sigură, anume alegerea preotului Ioan Giurgiu, călugăr iezuit, format în școlile romano-catolice, mai puțin cunoscut clerului român din Transilvania. În conformitate cu cea de-a doua diplomă emisă de împăratul Leopold I, care prevedeau că sinodul va desemna trei candidați, din care împăratul îl va numi episcop pe unul, autoritățile imperiale au declarat desemnarea din 1713 ca fiind nulă, existând o singură propunere în persoana lui Frantz, și au solicitat repetarea procedurii.
Sinodalii greco-catolici s-au reunit în aprilie 1714 și în pofida recomandărilor venite din partea autorităților imperiale de a-l alege pe Ioan Giurgiu, l-au ales din nou pe Venceslav Frantz, punând de această dată în mod formal încă două nume pe listă. Tărăgănarea răspunsului de la Viena l-a determinat pe Frantz să se retragă, ceea ce a deschis posibilitatea unui nou sinod. În aceste condiții a avut loc la 12 octombrie 1714 la Șona în Țara Făgărașului o adunare electorală a preoților și protopopilor uniți, care au propus și au recomandat numirea preotului român de rit latin din Făgăraș, Ioan Giurgiu Patachi, în funcția de episcop al românilor. La sinodul ținut cu puțin timp înainte de sfârșitul anului 1714, candidatul Ioan Giurgiu a fost propus episcop, iar împăratul Carol al VI-lea l-a numit oficial în funcție, în cursul anului 1715. Ioan Giurgiu Patachi a trecut totodată la ordinul bazilian (Ordinul Sfântul Vasile cel Mare), după care a fost consacrat de episcopul bizantin Rafael Marcovici (al Eparhiei de Marča⁠(en)[traduceți], în Croația), ca episcop al românilor din Transilvania, în anul 1716, primind totodată și titlul de baron, precum și funcția de consilier imperial.

## Activitatea

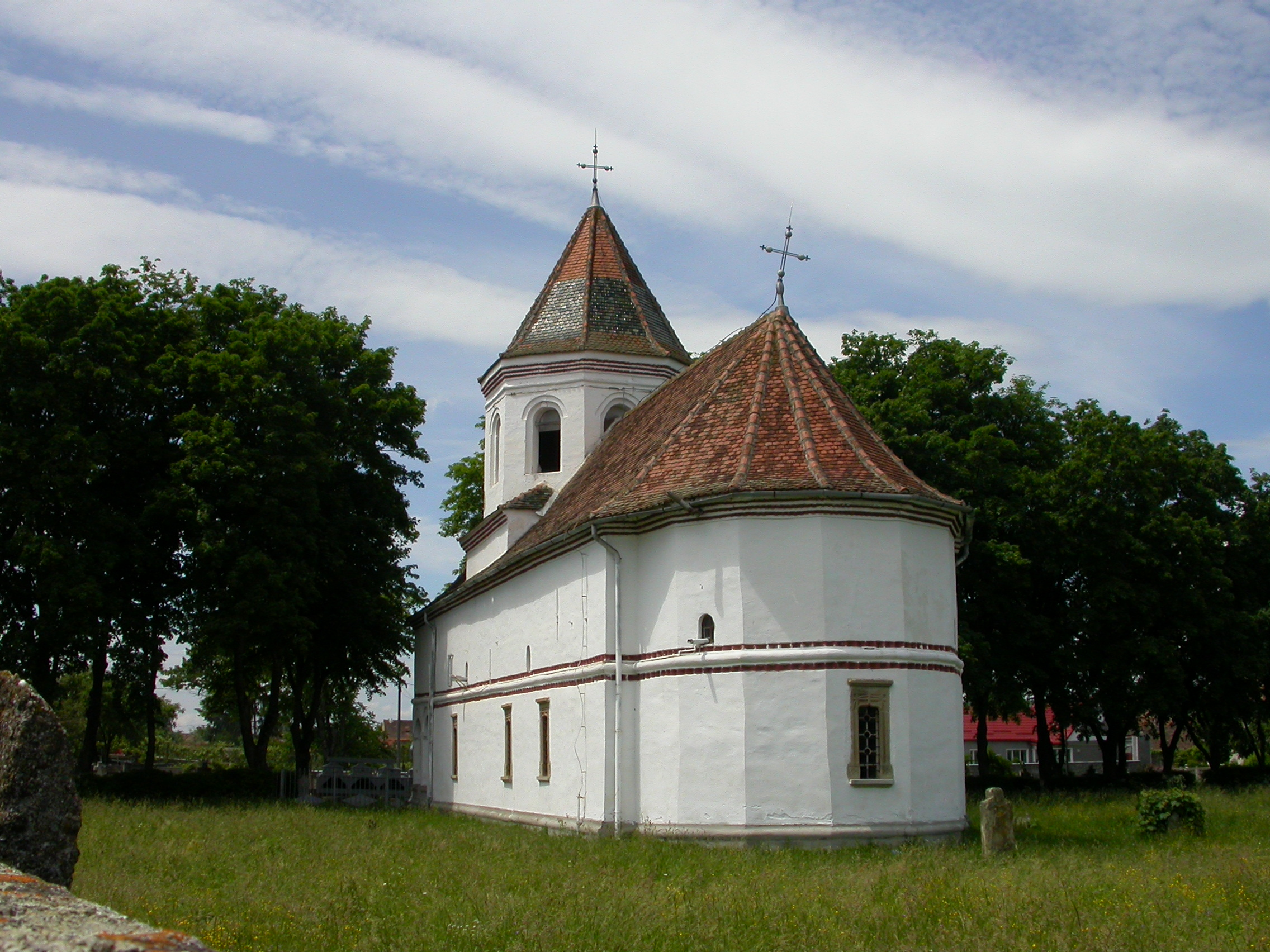
Biserica „Sf. Nicolae” din Făgăraș

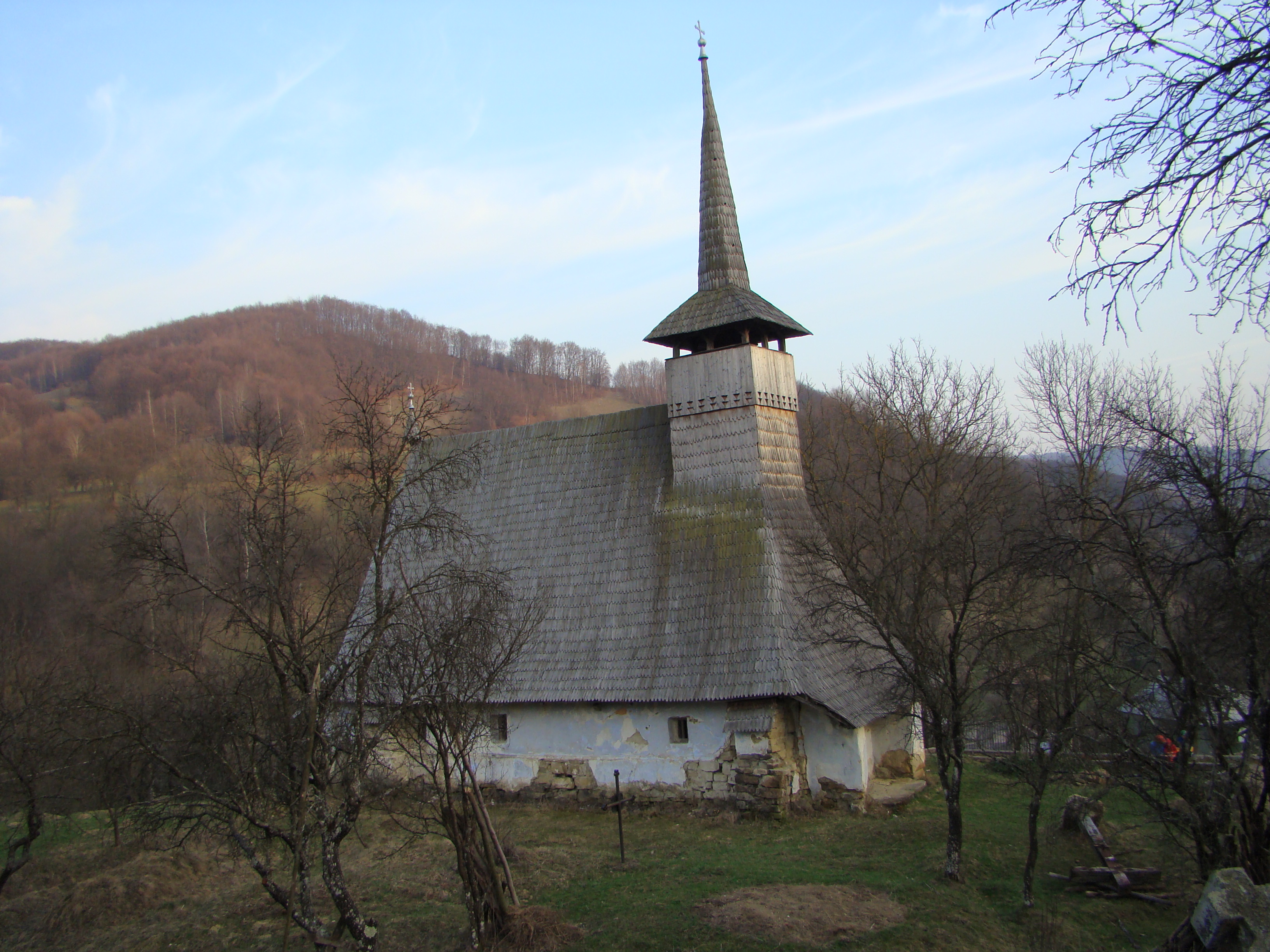
Biserica din Strâmbu (Horgos-Patak), localitatea natală a lui Patachi (lăcaș construit după moartea sa)

Lucrările de fortificare a cetății din Alba Iulia la începutul secolului al XVIII-lea au necesitat demolarea mănăstirii construite cu un secol înainte, de Mihai Viteazul, și în consecință mutarea sediului episcopului unit în Maierii Albei, acolo unde a fost ridicată actuala Biserică din Maieri, cu materialele de construcție din vechiul edificiu eclezial. Întrucât autoritățile imperiale nu reparaseră în totalitate paguba suferită ca urmare a acestei mutări, împăratul Carol al VI-lea a înzestrat Episcopia românilor uniți cu o moșie la Sâmbăta de Jos, de lângă Făgăraș, precum și cu o altă moșie la Gherla. Venitul anual al celor două moșii se ridica la peste 3.000 de florini. De aceea, episcopul Ioan Giurgiu Patachi nu a mai recurs la taxa anuală de 1 florin, de la fiecare preot, fie el înstărit sau sărac. După un timp de la unirea bisericii românești din Ardeal cu Biserica Romei au încetat și subvențiile anuale primite de la domnii Țării Românești, mai ales după mazilirea lui Constantin Brâncoveanu de către turcii otomani.
Unul dintre cele mai semnificative evenimente al istoriei Bisericiii Romano-Catolice din Transilvania a fost în 1716, an ce a marcat întoarcerea episcopului latin la Alba Iulia, după 160 de ani. Astfel, Ioan Giurgiu Patachi a fost obligat, canonic, să mute administrația episcopiei sale unite de la Alba Iulia la Făgăraș, deoarece în organizarea generală a Bisericii Catolice nu puteau exista două episcopii în același oraș.
Episcopul Ion Giurgiu Patachi a ridicat astfel Biserica Sfântul Nicolae din Făgăraș, ctitorită de voievodul Valahiei, Constantin Brâncoveanu, la rang de catedrală episcopală unită. De atunci titulatura episcopiei este, la început, ca Episcopia de Făgăraș, ajungând în timp, mutată la Blaj, să poarte numele de  "Făgăraș și Alba Iulia”, după ridicarea ei la rang de arhiepiscopie. 
Episcopul Ioan Giurgiu a obținut de la Papa Inocențiu al XIII-lea, prin Bulla Rationi congruit din 1721, independența canonică a Episcopiei de Făgăraș de față de  Episcopia Latină de Alba Iulia și supunerea ei directă față de Arhiepiscopia de Esztergom. Instalarea noului episcop român unit, Ioan Giurgiu Patachi, a avut loc la Făgăraș, de sărbătoarea Schimbării la Față, în ziua de 6 august17 august 1723. La instalarea sa oficială, citirea documentelor  - Bulla episcopală și Diploma imperială - s-a făcut în limba română, iar discursul „teologului” a fost în latinește, preoții și protopopii prezenți săvârșind slujba în ritul bizantin, în limba română.

## Sfârșitul vieții
Episcopul Ioan Giurgiu Patachi a decedat în data de 29 octombrie 1727, la Sâmbăta de Jos, lângă Făgăraș. Certificatul de deces menționează  (după cum se spune în popor) că a existat prezumția cum că ar fi murit otrăvit „din ură față de credință și față de unirea bisericească”: 29 mensis Octombris hora nocturna secunda in Terra Fogaras pagoque sui Alsó-Szombatfalva nuncupato, finem vivendi fecit, vulgi opinione veneno quasi in odium fidei et unionis clanculariae propinato sublatus.